# نيك كاف
نيك كاف (بالإنجليزية: Nick Cave)‏ (و. 1957 – م) هو ممثل، وكاتب، وlibrettist، وكاتب سيناريو، وروائي، ومغن، وملحن، وموسيقي، وعازف بيانو من أستراليا .

## الألبومات
Boys Next Door
- Door Door (1979)

The Birthday Party
- The Birthday Party (Hee Haw) (1980)
- Prayers On Fire (1981)
- Junkyard (1982)
- Mutiny! / Bad Seed (1983)

Nick Cave and the Bad Seeds
- From Her to Eternity (1984)
- The Firstborn Is Dead (1985)
- Kicking Against the Pricks (1986)
- Your Funeral… My Trial (1986)
- Tender Prey (1988)
- The Good Son (1990)
- Henry's Dream (1992)
- Live Seeds (1993)
- Let Love In (1994)
- Murder Ballads (1996)
- The Boatman's Call (1997)
- Live at the Royal Albert Hall (1998)
- No More Shall We Part (2001)
- Songs For A November Night (2002) (unofficial)
- Nocturama (2003)
- Abattoir Blues/The Lyre of Orpheus (2004)
- B-Sides & Rarities (3 CD) (2005)
- Dig, Lazarus, Dig!!! (2008)
- Push the Sky Away (2013)
- Skeleton Tree (2016)
- Ghosteen (2019)

Singes
- What A Wonderful World (with Shane MacGowan)
- Where The Wild Roses Grow (with Kylie Minogue)
- Henry Lee (with PJ Harvey)

Grinderman
- Grinderman (2007)
- Grinderman 2 (2010)

Other
- Burnin' The Ice (1983) (with Die Haut)
- White Lunar (2009) (with Warren Ellis)

Solo
- The Secret Life Of The Love Song (1999)
- Here Comes The Sun (2002)

## روابط خارجية
- نيك كاف على موقع IMDb (الإنجليزية)
- نيك كاف على موقع ميتاكريتيك (الإنجليزية)
- نيك كاف على موقع الموسوعة البريطانية (الإنجليزية)
- نيك كاف على موقع روتن توميتوز (الإنجليزية)
- نيك كاف على موقع مونزينجر (الألمانية)
- نيك كاف على موقع قاعدة بيانات الأفلام العربية
- نيك كاف على موقع ألو سيني (الفرنسية)
- نيك كاف على موقع ميوزك برينز (الإنجليزية)
- نيك كاف على موقع رولينغ ستون (الإنجليزية)
- نيك كاف على موقع أول موفي (الإنجليزية)